# Гідроавтомат
Гідроавтомат (рос. гидроавтомат; англ. hydraulic automaton; нім. Hydroautomat m) – автоматично діючий пристрій, де водяний напір використовується для стиснення або розрідження повітря, а таке повітря – для піднімання води.